# Soc llegenda
|  | Aquest article tracta sobre la novel·la de Richard Matheson. Si cerqueu la versió cinematogràfica , vegeu «Soc llegenda (pel·lícula)». |

Soc llegenda (en anglès, I Am Legend) és una novel·la de ciència-ficció escrita per Richard Matheson el 1954. Gira al voltant de l'únic supervivent d'una epidèmia que ha transformat a tots els éssers humans en vampirs i s'ubica a Los Angeles, Califòrnia.

## Argument
El llibre se situa al suposat futur dels anys 70, i comença mostrant la monotonia i l'horror diari del seu singular protagonista, Robert Neville. Neville és, aparentment, l'únic supervivent de l'apocalipsi causat per una pandèmia bacteriològica, que provoca símptomes similars als del vampirisme clínic.
Cada dia el protagonista repeteix la mateixa rutina. Arregla les destrosses que els vampirs han fet a la casa durant la nit, sella les finestres, fa cordes per penjar-hi alls i elimina als cadàvers que resten davant de cada seva.
L'aspecte psicològic de Neville és un element significant a la novel·la. La seva lluita contra la desesperació i el dubte (que sovint el fan caure en l'alcoholisme) configuren el caràcter del llibre. Matheson va mostrar al personatge principal com si es tractés d'un home normal, però malferit psicològicament parlant, tractant d'assumir la catàstrofe que li ha tocat viure.
La major part de la història està dedicada a la lluita de Neville per entendre la plaga que ha transformat a tota la humanitat excepte ell que és immune perquè molts anys enrere fou atacat per un ratpenat portador del bacteri del vampirisme. La novel·la és quasi única en la seva mostra fictícia del vampir, mostrant-nos una base científica per a tots els signes com són l'aversió a l'all, l'ànsia de sang fresca, la resistència a les bales... tot gràcies a l'estudi que porta a terme el protagonista i que és mostrat en detall al llarg de tot el llibre.
A mitja història, la vida del Neville fa un gran canvi al trobar-se amb una aparent supervivent, tot i que després resulta formar part d'una comunitat primitiva de vampirs que han aconseguit un fàrmac per ser immunes i així poder sobreviure.
El llibre acaba quan, un cop capturat, Neville se suïcida amb unes pastilles proveïdes per la mateixa noia que el va enganyar mentre pensa: Soc llegenda.
Aquest colpidor final obre el complex debat ètic sobre qui és el monstre: Neville, que matava vampirs pel seu propi bé o els vampirs que pretenen matar Neville com a venjança i així aconseguir el bé per al màxim de persones?

## Adaptació cinematogràfica
"Thriller" de ciència-ficció de 2007 a càrrec de Francis Lawrence i interpretat per Will Smith. Un virus letal sembla deixar Will Smith com a únic ser viu sobre la terra, però no està sol.
Robert Neville és un brillant científic, així i tot, ni ell va poder contenir el terrible virus que era imparable per a l'home. Ara Neville, immune, és l'únic ésser humà que queda a ciutat de Nova York, i potser del món. Durant tres anys ha enviat cada dia missatges de ràdio, desesperat per trobar altres supervivents. Però, Neville no està sol, sinó que està envoltat d'"els infectats", víctimes de la plaga que van ser convertits en éssers carnívors i només poden existir en la foscor.
Una més que correcta adaptació de la novel·la de ciència-ficció de Richard Matheson, a més d'una espectacular pel·lícula futurista plena d'efectes especials i atmosfera catastròfica, la cinta indaga en la solitud, els límits de la ciència i en la necessitat de la creença i fe en les situacions límit. Will Smith desprèn humanitat en un paper fet a mida i es consolida com un dels herois cinematogràfics de la darrera dècada. L'estructura narrativa combina de forma molt encertada, la soledat del protagonista i el seu entorn amb l'enfrontament amb els zombis i mostrant-nos flashbacks que ens ajuden a entendre com s'ha pogut arribar a aquesta situació dramàtica.